# スティーヴ・バリ
スティーヴ・バリ（Steve Barri、1942年2月23日 - ）は、アメリカ合衆国のソングライター、音楽プロデューサー、歌手。

## 概要
ニューヨーク州ブルックリン出身。
1964年にP. F.スローンとファンタスティック・バギーズを結成。翌年の解散後もコンビで、ブルー・アイド・ソウルやポップス分野で多くの楽曲を制作した。1960年代から70年代にかけて、バリはグラス・ルーツやボビー・ブランドなど、多くのミュージシャンをプロデュースした。その後、レーベルを離れ、モータウンの役員に就任した。
彼は、日本では大瀧詠一らに影響を与えた。

## 主な作品

### 作詞
- P.F.スローン「孤独の世界（From A Distance）」
- ジョニー・リヴァース「秘密諜報員」
- サーチャーズ「Take Me for What I’m Worth（英語版）」
- グラス・ルーツ (バンド)「Things I Should Have Said（言えばよかった）」「Glory Bound」[1]。
- ハーマンズ・ハーミッツ「あの娘にご用心（英語版）」
- アン＝マーグレット「すてきなボーイ・フレンド」
- タートルズ、ママス&パパス「You Baby（英語版）」
- ジャン&ディーン「I Found A Girl」
- ファンタスティック・バギーズ「Tell 'em I'm surfin'」
- ルル「Who's Foolin' Who」

### プロデュース
- トミー・ロウ「ディジー/Dizzy（英語版）」
- ママ・キャス
- フォー・トップス「エイント・ノー・ウーマン」(1973)
- ボビー・ブランド
- ボー・ドナルドソン&ヘイウッズ
- アラン・オデイ「アンダーカバー・エンジェル」(1977)
- テンプテーションズ